# Cătălin Fercu
Cătălin Fercu (nacido el 5 de septiembre de 1986 en Brasov, Rumanía) es un jugador de rugby rumano, que juega para la selección de rugby de Rumania. Fercu juega de Zaguero y de ala.
Previamente jugó para RC Timişoara, e hizo su debut europeo en la temporada 2005/2006 cuando Bucarest jugó la European Challenge Cup. Habiendo conseguido un ensayo en su primera temporada, mejoró en la segunda con seis ensayos. Entre sus logros en la European Challenge Cup 2006/2007 incluye un triplete de ensayos contra Francia en Bayona.
Fercu jugó internacionalmente contra Francia y Escocia en los partidos de otoño del año 2006. También consiguió un ensayo contra Francia. Fercu contribuyó a que Rumanía llegara a la Copa Mundial de Rugby de 2007 cuando jugó en los partidos de calificación incluyendo juegos decisivos contra Georgia y España y marcó un ensayo contra Ensaya en el partido que selló su clasificación para la copa del mundo. 
Fercu ha jugado con los Saracens desde octubre de 2014. Debutó en la Aviva Premiership durante el encuentro Saracens - Harlequins (42 - 14) en el Wembley Stadium el 28 de marzo de 2015, enfrente de un récord mundial de asistencia de 84.068.